# Pont sobre el Fluvià (Castellfollit de la Roca)
El Pont sobre el Fluvià és una obra de Castellfollit de la Roca (Garrotxa) inclosa a l'Inventari del Patrimoni Arquitectònic de Catalunya.

## Descripció
Pont de finals del segle xix i principis del segle XX ubicat sobre el riu Fluvià i paral·lel a l'actual, damunt del qual hi passa la Comarcal 150 (de Girona a Olot per Besalú).
Aquest antic pont de Castellfollit de la Roca està actualment molt enrunat, conservant únicament dues arcades dretes i part d'una tercera. Al llit del riu hi podem veure les restes de les bases de les arcades desaparegudes. Tres d'elles varen caure fa uns quatre anys. Va ser bastit amb pedra tallada i ciment.
A un quilòmetre d'aquest pont, aigües avall, es conserven les despulles d'un altre pont del segle xii. El seu estat és també lamentable, i únicament es conserva una part d'una arcada dreta
Aquest pont romànic ja formaria part de Montagut de Fluvià.